# Кук (окръг)
Вижте пояснителната страница за други значения на Кук.
Окръг Кук (на английски: Cook County) е окръг в Илинойс, Съединените американски щати.
Основан е през 1831 година и е наречен на политика Даниъл Поуп Кук. Площта му е 4233 km², от които 1784 km² в езерото Мичиган. Граничи с окръзите Макхенри и Лейк на север, с щатите Мичиган (границата е изцяло в езерото) и Индиана на изток, с окръг Уил на юг и с окръзите Дюпейдж и Кейн на запад. С 5 289 000 жители (2006) окръгът е втори по население в страната след окръг Лос Анджелис. Повече от половината жители живеят в административния център Чикаго.